# Pollo Tatsuta

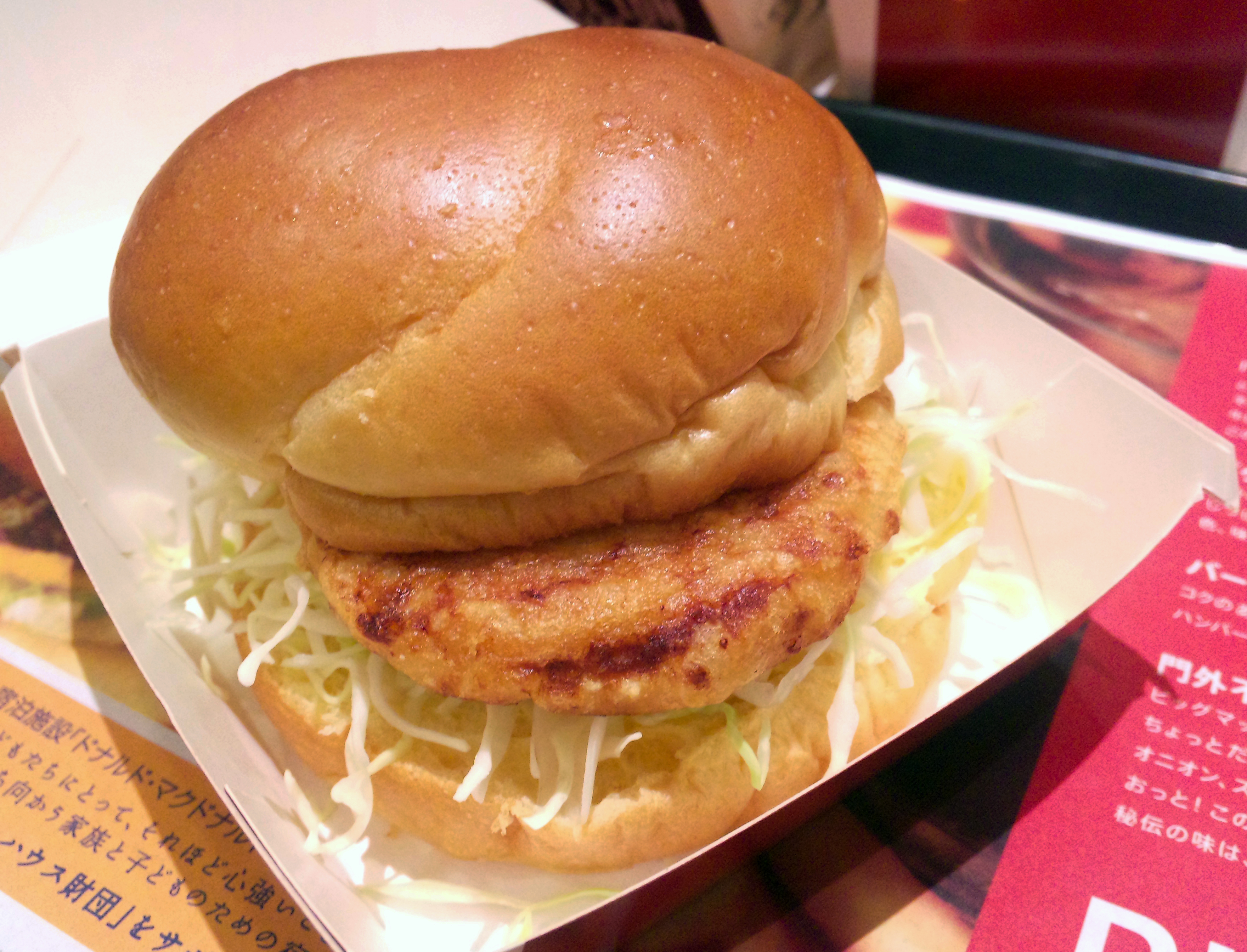
Pollo Tatsuta

Pollo Tatsuta (チキンタツタ) es un estilo de pollo frito japonés. Tatsuta indica una forma de cocinar, que son un tipo de frituras. Después de marinar la carne/pescado, se rocía la carne con el japonés katakuri-ko (fécula de patata) antes de freír. Se puede utilizar el almidón de maíz, si no se tiene katakuriko. Los platos tatsuta se cocinan con carne de cerdo o la caballa también. También se puede servir con pan para el almuerzo como una especie de sándwich.